# Municipio de Shealy
El municipio de Shealy (en inglés: Shealy Township) es un municipio ubicado en el condado de Ward en el estado estadounidense de Dakota del Norte. En el año 2010 tenía una población de 28 habitantes y una densidad poblacional de 0,3 personas por km².

## Geografía
El municipio de Shealy se encuentra ubicado en las coordenadas 48°8′47″N 101°50′48″O / 48.14639, -101.84667. Según la Oficina del Censo de los Estados Unidos, el municipio tiene una superficie total de 93.16 km², de la cual 91,04 km² corresponden a tierra firme y (2,28 %) 2,13 km² es agua.

## Demografía
Según el censo de 2010, había 28 personas residiendo en el municipio de Shealy. La densidad de población era de 0,3 hab./km². De los 28 habitantes, el municipio de Shealy estaba compuesto por el 100 % blancos. Del total de la población el 0 % eran hispanos o latinos de cualquier raza.